# Отар Какабадзе
Отар Какабадзе (груз. ოთარ კაკაბაძე, нар. 27 червня 1995, Тбілісі) — грузинський футболіст, захисник польської «Краковії» та національної збірної Грузії.

## Клубна кар'єра
У дорослому футболі дебютував 2012 року виступами за тбіліське «Динамо-2». За два роки почав залучатися до головної команди «Динамо» (Тбілісі). Відіграв за динамівців наступні два сезони своєї ігрової кар'єри, здобувши титул чемпіона Грузії та два Кубка Грузії. 
Влітку 2016 року за 360 тисяч євро перейшов до іспанського друголігового «Хімнастіка». Першу половину 2017 року відіграв в оренді у данському «Есб'єрзі», після чого ще протягом року захищав кольори «Хімнастіка».
Влітку 2018 року уклав контракт зі швейцарським «Люцерном», який сплатив за трансфер грузина 500 тисяч євро. Після двох років, проведених у Швейцарії, повернувся до іспанської Сегунди, приєднавшись до лав «Тенерифе».
У складі останньої команди не пробився до основного складу і влітку 2021 року перейшов до польської «Краковії».

## Виступи за збірну
2015 року дебютував в офіційних матчах у складі національної збірної Грузії. 2024 року був включений до її заявки для участі у першому в історії національної команди великому міжнародному турнірі — тогорічному чемпіонаті Європи.
| Дата       | Місто            | Господарі            | Результат               | Гості              | Турнір                               | Голи | Примітки |
| ---------- | ---------------- | -------------------- | ----------------------- | ------------------ | ------------------------------------ | ---- | -------- |
| 8-10-2015  | Тбілісі          | Грузія               | 4 – 0                   | Гібралтар          | Відбір до ЧЄ 2016                    | -    |          |
| 11-11-2015 | Таллінн          | Естонія              | 3 – 0                   | Грузія             | товариський матч                     | -    |          |
| 16-11-2015 | Тирана           | Албанія              | 2 – 2                   | Грузія             | товариський матч                     | -    | 90'      |
| 27-5-2016  | Вельс            | Грузія               | 1 – 3                   | Словаччина         | товариський матч                     | -    |          |
| 6-10-2016  | Дублін           | Ірландія             | 1 – 0                   | Грузія             | Відбір до ЧС 2018                    | -    |          |
| 9-10-2016  | Кардіфф          | Уельс                | 1 – 1                   | Грузія             | Відбір до ЧС 2018                    | -    |          |
| 12-11-2016 | Тбілісі          | Грузія               | 1 – 1                   | Молдова            | Відбір до ЧС 2018                    | -    |          |
| 24-3-2017  | Тбілісі          | Грузія               | 1 – 3                   | Сербія             | Відбір до ЧС 2018                    | -    | 45' 70'  |
| 7-6-2017   | Тбілісі          | Грузія               | 3 – 0                   | Сент-Кіттс і Невіс | товариський матч                     | -    | 73'      |
| 2-9-2017   | Тбілісі          | Грузія               | 1 – 1                   | Ірландія           | Відбір до ЧС 2018                    | -    |          |
| 5-9-2017   | Відень           | Австрія              | 1 – 1                   | Грузія             | Відбір до ЧС 2018                    | -    |          |
| 6-10-2017  | Тбілісі          | Грузія               | 0 – 1                   | Уельс              | Відбір до ЧС 2018                    | -    |          |
| 9-10-2017  | Белград          | Сербія               | 1 – 0                   | Грузія             | Відбір до ЧС 2018                    | -    |          |
| 10-11-2017 | Тбілісі          | Грузія               | 1 – 0                   | Кіпр               | товариський матч                     | -    | 25'      |
| 13-11-2017 | Кутаїсі          | Грузія               | 2 – 2                   | Білорусь           | товариський матч                     | -    | 87'      |
| 24-3-2018  | Тбілісі          | Грузія               | 4 – 0                   | Литва              | товариський матч                     | -    |          |
| 27-3-2018  | Тбілісі          | Грузія               | 2 – 0                   | Естонія            | товариський матч                     | -    |          |
| 6-9-2018   | Астана           | Казахстан            | 0 – 2                   | Грузія             | Ліга націй УЄФА 2018-2019 - 1-й етап | -    |          |
| 9-9-2018   | Тбілісі          | Грузія               | 1 – 0                   | Латвія             | Ліга націй УЄФА 2018-2019 - 1-й етап | -    |          |
| 13-10-2018 | Тбілісі          | Грузія               | 3 – 0                   | Андорра            | Ліга націй УЄФА 2018-2019 - 1-й етап | -    |          |
| 16-10-2018 | Рига             | Латвія               | 0 – 3                   | Грузія             | Ліга націй УЄФА 2018-2019 - 1-й етап | -    |          |
| 15-11-2018 | Андорра-ла-Велья | Андорра              | 1 – 1                   | Грузія             | Ліга націй УЄФА 2018-2019 - 1-й етап | -    | 62'      |
| 19-11-2018 | Тбілісі          | Грузія               | 2 – 1                   | Казахстан          | Ліга націй УЄФА 2018-2019 - 1-й етап | -    | 86'      |
| 23-3-2019  | Тбілісі          | Грузія               | 0 – 2                   | Швейцарія          | Відбір до ЧЄ 2020                    | -    |          |
| 26-3-2019  | Дублін           | Ірландія             | 1 – 0                   | Грузія             | Відбір до ЧЄ 2020                    | -    | 85'      |
| 7-6-2019   | Тбілісі          | Грузія               | 3 – 0                   | Гібралтар          | Відбір до ЧЄ 2020                    | -    |          |
| 10-6-2019  | Копенгаген       | Данія                | 5 – 1                   | Грузія             | Відбір до ЧЄ 2020                    | -    |          |
| 5-9-2019   | Стамбул          | Грузія               | 2 – 2                   | Південна Корея     | товариський матч                     | -    |          |
| 8-9-2019   | Тбілісі          | Грузія               | 0 – 0                   | Данія              | Відбір до ЧЄ 2020                    | -    | 89'      |
| 12-10-2019 | Тбілісі          | Грузія               | 0 – 0                   | Ірландія           | Відбір до ЧЄ 2020                    | -    |          |
| 15-10-2019 | Гібралтар        | Гібралтар            | 2 – 3                   | Грузія             | Відбір до ЧЄ 2020                    | -    |          |
| 15-11-2019 | Санкт-Галлен     | Швейцарія            | 1 – 0                   | Грузія             | Відбір до ЧЄ 2020                    | -    |          |
| 19-11-2019 | Пула             | Хорватія             | 2 – 1                   | Грузія             | товариський матч                     | -    | 39'      |
| 5-9-2020   | Таллінн          | Естонія              | 0 – 1                   | Грузія             | Ліга націй УЄФА 2020-2021 - 1-й етап | -    |          |
| 8-9-2020   | Тбілісі          | Грузія               | 1 – 1                   | Північна Македонія | Ліга націй УЄФА 2020-2021 - 1-й етап | -    |          |
| 8-10-2020  | Тбілісі          | Грузія               | 1 – 0                   | Білорусь           | Відбір до ЧЄ 2020                    | -    |          |
| 12-11-2020 | Тбілісі          | Грузія               | 0 – 1                   | Північна Македонія | Відбір до ЧЄ 2020                    | -    |          |
| 18-11-2020 | Тбілісі          | Грузія               | 0 – 0                   | Естонія            | Ліга націй УЄФА 2020-2021 - 1-й етап | -    |          |
| 28-3-2021  | Тбілісі          | Грузія               | 1 – 2                   | Іспанія            | Відбір до ЧС 2022                    | -    | 79'      |
| 31-3-2021  | Салоніки         | Греція               | 1 – 1                   | Грузія             | Відбір до ЧС 2022                    | -    |          |
| 6-6-2021   | Енсхеде          | Нідерланди           | 3 – 0                   | Грузія             | товариський матч                     | -    | 45'      |
| 5-9-2021   | Бадахос          | Іспанія              | 4 – 0                   | Грузія             | Відбір до ЧС 2022                    | -    | 76'      |
| 8-9-2021   | Софія            | Болгарія             | 4 – 1                   | Грузія             | товариський матч                     | -    | кап. 34' |
| 9-10-2021  | Тбілісі          | Грузія               | 0 – 2                   | Греція             | Відбір до ЧС 2022                    | -    |          |
| 12-10-2021 | Приштина         | Косово               | 1 – 2                   | Грузія             | Відбір до ЧС 2022                    | -    | 90'      |
| 11-11-2021 | Тбілісі          | Грузія               | 2 – 0                   | Швеція             | Відбір до ЧС 2022                    | -    |          |
| 15-11-2021 | Горі             | Грузія               | 1 – 0                   | Узбекистан         | товариський матч                     | -    |          |
| 25-3-2022  | Зениця           | Боснія і Герцеговина | 0 – 1                   | Грузія             | товариський матч                     | -    |          |
| 2-6-2022   | Тбілісі          | Грузія               | 4 – 0                   | Гібралтар          | Ліга націй УЄФА 2022-2023 - 1-й етап | -    |          |
| 5-6-2022   | Разград          | Болгарія             | 2 – 5                   | Грузія             | Ліга націй УЄФА 2022-2023 - 1-й етап | -    | 84'      |
| 9-6-2022   | Скоп'є           | Північна Македонія   | 0 – 3                   | Грузія             | Ліга націй УЄФА 2022-2023 - 1-й етап | -    | 21' 83'  |
| 23-9-2022  | Тбілісі          | Грузія               | 2 – 0                   | Північна Македонія | Ліга націй УЄФА 2022-2023 - 1-й етап | -    |          |
| 26-9-2022  | Гібралтар        | Гібралтар            | 1 – 2                   | Грузія             | Ліга націй УЄФА 2022-2023 - 1-й етап | -    |          |
| 28-3-2023  | Тбілісі          | Грузія               | 1 – 1                   | Норвегія           | Відбір до ЧЄ 2024                    | -    |          |
| 17-6-2023  | Нікосія          | Кіпр                 | 1 – 2                   | Грузія             | Відбір до ЧЄ 2024                    | -    | 17'      |
| 20-6-2023  | Глазго           | Шотландія            | 2 – 0                   | Грузія             | Відбір до ЧЄ 2024                    | -    |          |
| 16-11-2023 | Тбілісі          | Грузія               | 2 – 2                   | Шотландія          | Відбір до ЧЄ 2024                    | -    |          |
| 19-11-2023 | Вальядолід       | Іспанія              | 3 – 1                   | Грузія             | Відбір до ЧЄ 2024                    | -    | 89'      |
| 21-3-2024  | Тбілісі          | Грузія               | 2 – 0                   | Люксембург         | Відбір до ЧЄ 2024                    | -    |          |
| 26-3-2024  | Тбілісі          | Грузія               | 0 – 0 д.ч. (4 – 2 п.п.) | Греція             | Відбір до ЧЄ 2024                    | -    |          |
| Усього     |                  | Матчів               | 60                      |                    | Голів                                | 0    |          |

## Титули і досягнення
- Чемпіон Грузії (1):

«Динамо» (Тбілісі): 2015-2016
- Володар Кубка Грузії (2):

«Динамо» (Тбілісі): 2014-2015, 2015-2016